# Jan Pešta
Jan Pešta (* 19. května 1973 Praha–Vršovice) je český architekt, historik umění, pedagog a publicista. 

## Životopis
V roce 1997 vystudoval Fakultu architektury pražského Českého vysokého učení technického (FA ČVUT) a ve své odborné praxi se zaměřuje na stavebně historický průzkum objektů. Po absolutoriu na vysoké škole celkem deset let působil ve středočeském pracovišti Národního památkového ústavu (NPÚ). Vedle jiného připravoval návrhy na vyhlášení městských, vesnických či krajinných památkových zón. Počínaje rokem 1998 si otevřel vlastní soukromou kancelář zaměřenou na stavebně historický průzkum objektů či sídel. Zaměřuje se na vesnickou architekturu a mezi roky 2009 a 2011 vedl grantový projekt „Encyklopedie českých vesnic“ vyhlášený Ministerstvem kultury České republiky.
Od roku 2009 přednáší též na FA ČVUT a na Vysoké škole chemicko-technologické (VŠCHT). V letech 2018–2022 byl členem zastupitelstva v Rožmitále pod Třemšínem, kam kandidoval jako nezávislý s podporou STAN.

## Dílo
Vedle příspěvků do odborných periodik je autorem nebo spoluautorem těchto publikací:
- PEŠTA, Jan. Střední Čechy a Praha. 1. vyd. Praha: Libri, 2003. 327 s. (Encyklopedie českých vesnic; sv. 1). ISBN 80-7277-148-5.
- PEŠTA, Jan. Jižní Čechy. 1. vyd. Praha: Libri, 2004. 591 s. (Encyklopedie českých vesnic; sv. 2). ISBN 80-7277-149-3.
- PEŠTA, Jan. Západní Čechy. 1. vyd. Praha: Libri, 2005. 439 s. (Encyklopedie českých vesnic; sv. 3). ISBN 80-7277-150-7.
- PEŠTA, Jan. Ústecký kraj. 1. vyd. Praha: Libri, 2009. 351 s. (Encyklopedie českých vesnic; sv. 4). ISBN 978-80-7277-151-6.
- PEŠTA, Jan. Liberecký kraj. 1. vyd. Praha: Libri, 2011. 398 s. (Encyklopedie českých vesnic; sv. 5). ISBN 978-80-7277-152-3.
- DVOŘÁKOVÁ, Eva; JIROUŠKOVÁ, Šárka; PEŠTA, Jan. Průvodce po industriální minulosti a technických památkách Středočeského kraje. 1. vyd. Praha: Titanic, 2007. 95 s. ISBN 978-80-86652-34-4.
- DVOŘÁKOVÁ, Eva; JIROUŠKOVÁ, Šárka; PEŠTA, Jan. 100 technických a industriálních staveb Středočeského kraje. 1. vyd. Praha: Titanic, 2008. 221 s. ISBN 978-80-86652-37-5.
- PEŠTA, Jan. Rekonstrukce roubených staveb. 1. vyd. Praha: Grada Publishing, 2013. 304 s. ISBN 978-80-247-3239-8.